# 조선민주주의인민공화국 도시경영 및 국토환경보호성
도시경영 및 국토환경보호성(都市經營 및 國土環境保護省) 또는 도시환경보호성(都市環境保護省)은 조선민주주의인민공화국 내각에서 도시계획, 건축, 조경 관리 및 도시 재개발에 관한 사무와 환경오염과 대기, 수질에 대한 사무를 관장하는 중앙행정기관이다.
1972년 10월 기존 도시경영성과 건설부 내에 설치된 환경위원회의 기능을 강화하여 조직되었다. 1998년 9월 5일 출범하였으며 2002년 9월 해체되었다. 환경오염과 대기, 수질에 대한 사무는 국토환경보호성으로, 도시계획, 건축, 조경 관리 및 도시 재개발에 관한 사무는 도시경영성으로 이관된다.

## 연혁
- 1998년 9월 5일 도시경영 및 국토환경보호성 설치
- 1999년 4월 도시경영 및 국토환경보호성 폐지
- 2002년 9월 5일 도시경영 및 국토환경보호성 설치
- 2003년 9월 2일 폐지

## 역대 상, 부상

### 역대 상
- 최종건(崔宗健) 1998년 9월 ~ 1999년 4월
- 최종건(崔宗健) 2002년 9월 5일 ~ 2003년 9월 2일

## 같이 보기
- 도시경영성
- 국토환경보호성
- 건설성